# Chisom Leonard Johnson
 Chisom Leonard Johnson (Amsterdam, 28 oktober 1993) is een Nederlands voetballer van Nigeriaans komaf die als middenvelder voor verschillende clubs in Europa speelde.

## Carrière
Chisom Leonard Johnson speelde in Portugal voor SC Farense, wat in de hogere amateurniveaus uitkwam nadat het in 2006 werd teruggezet naar het laagste niveau van Portugal, en UD Rio Maior. Van 2014 tot 2016 speelde hij op Cyprus: eerst voor Nikos & Sokratis en vervolgens voor Karmiotissa FC, waarmee hij kampioen werd en naar het tweede niveau promoveerde. In 2016 speelde hij enkele maanden voor het Italiaanse ASD Roccella in de Serie D. De tweede helft van 2016 speelde hij voor het Slowaakse AS Trenčín, waar hij samen met veel andere Nederlanders speelde. Hij maakte zijn debuut op 13 augustus 2016, in de met 2-3 gewonnen uitwedstrijd tegen DAC 1904 Dunajská Streda. Sinds januari 2017 was hij clubloos. In het seizoen 2017-2018 speelde hij voor SC Telstar, dat in de Nederlandse Jupiler League uitkomt. Hij debuteerde voor Telstar op 1 september 2017, in de met 3-3 gelijkgespeelde thuiswedstrijd tegen FC Oss. Hij kwam in de 89e minuut in het veld voor Mohamed Hamdaoui. Na twee wedstrijden werd hij niet meer nodig geacht in het elftal, en speelde zodoende de rest van het jaar niet meer. Vanaf januari 2018 was hij niet meer welkom op de trainingen van Telstar. Hij spande daarover een zaak aan bij de KNVB en werd in april 2018 in het gelijk gesteld zodat hij weer mocht meetrainen. Medio 2018 liep zijn contract af. In februari 2023 sloot hij na een stage tot het einde van het seizoen aan bij  DOVO dat uitkomt in de Derde divisie zaterdag.

### Statistieken
| Seizoen                        | Club                    | Land           | Competitie      | Competitie | Competitie | Beker | Beker | Totaal | Totaal |
| Seizoen                        | Club                    | Land           | Competitie      | Wed.       | Dlp.       | Wed.  | Dlp.  | Wed.   | Dlp.   |
| ------------------------------ | ----------------------- | -------------- | --------------- | ---------- | ---------- | ----- | ----- | ------ | ------ |
| 2012/13                        | SC Farense              | Portugal       | Segunda Divisão | 0          | 0          | –     | –     | 0      | 0      |
| 2013/14                        | UD Rio Maior            | Portugal       | AF Santarém     | 25         | 6          | –     | –     | 25     | 6      |
| 2014/15                        | Nikos & Sokratis Erimis | Cyprus         | B' Kategoria    | 8          | 2          | –     | –     | 8      | 2      |
| 2015/16                        | Karmiotissa FC          | Cyprus         | B' Kategoria    | 3          | 0          | –     | –     | 3      | 0      |
| 2015/16                        | ASD Roccella            | Italië         | Serie D         | 16         | 4          | –     | –     | 16     | 4      |
| 2016/17                        | AS Trenčín              | Slowakije      | Fortuna Liga    | 5          | 0          | 0     | 0     | 5      | 0      |
| 2017/18                        | Telstar                 | Nederland      | Eerste divisie  | 2          | 0          | 0     | 0     | 2      | 0      |
| Carrièretotaal                 | Carrièretotaal          | Carrièretotaal | Carrièretotaal  | 59         | 12         | 0     | 0     | 59     | 12     |
| Bijgewerkt op 12 februari 2019 |                         |                |                 |            |            |       |       |        |        |